# 卡利米乌斯凯市镇
卡利米乌斯凯市级市镇（烏克蘭語：Кальміуська міська громада）是乌克兰顿涅茨克州卡利米烏斯凱區的市镇，行政中心为卡利米烏斯凱。

## 居民点
该市镇包括一个城市（卡利米烏斯凱）、6个镇和31个村庄。